# Bara (langue)
Pour les articles homonymes, voir Bara.
Le bara, ou waimaha, est une langue tucanoane de la branche orientale, parlée en Amazonie, en Colombie dans le Vaupés, le long des rivières Caño Colorado, Caño Lobo, Caño Yapú et Inambú par 500 à 600 personnes. Des locuteurs, environ 43, sont présents au Brésil.
La langue est menacée car une partie des Bara sont passés au tucano.

## Classification
Le bara et le waimaja (ou waimaha) sont deux dialectes d'une même langue. La langue est classée comme faisant partie des langues tucanoanes centrales ou orientales, suivant que les auteurs acceptent l'existence d'une branche centrale ou non.

## Écriture
Le bara s’écrit avec l’alphabet latin. Une orthographe est définie dans un livre publié en 1976 par le gouvernement colombien et SIL International. Les graphèmes utilisés sont : ‹ a, e, i, o, u, ʉ › pour les voyelles, et ‹ b, c, qu, d, g, gu, j, m, n, ñ, p, r, t, w › pour les consonnes. Les voyelles nasalisées sont indiquées à l’aide du tilde : ‹ ã, ẽ, ĩ, ,õ, ũ, ʉ̃ ›. Le ton bas n’est pas indiqué, et le ton haut peut être indiqué à l’aide de l’accent aigu lorsqu’il y a ambigüité : ‹ á, é, í, ó, ú, ʉ́ ›.
Un nouvel alphabet est adopté par le Comité Mituense para el idioma Bará-Váímajã en 2022.
| a | b | d | e | g | i | ɨ | j | k | m | n |
| ñ | o | p | r | s | t | u | ʉ | v | w | y |

Le ton haut est indiqué avec l’accent aigu sur la lettre de voyelle, la nasalisation avec le tilde et les voyelles longues ont des lettres doubléesModèle:Comité Mituense para el idioma Bará-Váímajã.

## Phonologie
Les tableaux présentent la phonologie du bara

### Voyelles
|         | Antérieure          | Centrale            | Postérieure         |
| ------- | ------------------- | ------------------- | ------------------- |
| Fermée  | ‹ i › [i] ‹ ĩ › [ĩ] | ‹ ʉ › [ɨ] ‹ ʉ̃ › [ɨ̃] | ‹ u › [u] ‹ ũ › [ũ] |
| Moyenne | ‹ e › [e] ‹ ẽ › [ẽ] |                     | ‹ o › [o] ‹ õ › [õ] |
| Ouverte |                     | ‹ a › [a] ‹ ã › [ã] |                     |

### Consonnes
|               |               | Bilabiale | Dentale   | Palatale   | Vélaire       | Glottale  |
| ------------- | ------------- | --------- | --------- | ---------- | ------------- | --------- |
| Occlusives    | Sourdes       | ‹ p › [p] | ‹ t › [t] |            | ‹ c, qu › [k] |           |
| Occlusives    | Sonores       | ‹ b › [b] | ‹ d › [d] |            | ‹ g, gu › [ɡ] |           |
| Fricatives    | Fricatives    |           | ‹ s › [s] |            |               | ‹ h › [h] |
| Affriquées    | Sourdes       |           |           | ‹ c › [t͡ʃ] |               |           |
| Affriquées    | Aspirées      |           |           | ‹ j › [d͡ʒ] |               |           |
| Liquides      | Liquides      |           | ‹ r › [r] |            |               |           |
| Semi-voyelles | Semi-voyelles | ‹ w › [w] |           |            |               |           |